# Amatersko prvenstvo Francije 1931
Amatersko prvenstvo Francije 1931 v tenisu.

## Moški posamično
Jean Borotra :  Christian Boussus 2-6, 6-4, 7-5, 6-4

## Ženske posamično
Cilly Aussem :  Betty Nuthall 8-6, 6-1

## Moške dvojice
George Lott /  John Van Ryn :  Vernon Kirby /  Norman Farquharson 6–4, 6–3, 6–4

## Ženske dvojice
Eileen Bennett Whittingstall /  Betty Nuthall :  Cilly Aussem /  Elizabeth Ryan 9–7, 6–2

## Mešane dvojice
Betty Nuthall /  Patrick Spence :  Dorothy Shepherd Barron /  Bunny Austin 6–3, 5–7, 6–3